# Domsjö IF
Domsjö IF bildades 26 oktober 1917 och är en idrottsförening i Domsjö i Sverige. Klubben bedriver enbart fotboll och säsongen 2019 spelar herrlaget i division 6 och damlaget i division 1.
Klubbens herrlag vann Norrländska mästerskapet 1939 och spelade åtta säsonger i division 2, då näst högsta serien, mellan 1966 och 1976. Bäst gick det säsongerna 1969 och 1971 då klubben slutade på en tredjeplats i serien.
Sedan dess har klubben spelat i lägre serier och de har gjort totalt 20 säsonger i tredje högsta serien. 2008 vann klubben distriktsmästerskapet i Ångermanland före lokalkonkurrenten Friska Viljor FC.
Där spelade även Peter Forsberg fram till 16-årsåldern som mittfältare.[källa behövs]

## Profiler
Kända profiler i Domsjö IF:
- Lars Nordin: Domsjö IF:s mest framgångsrika fotbollsspelare. Han spelade några säsonger med Hammarby IF i Allsvenskan.[5]
- Peter Forsberg: spelade fotboll i klubben, som mittfältare, tills han var 16 år.[6]
- Kalle Svensson: Rio-Kalle hämtades in och spelade fyra matcher år 1967 när alla ordinarie målvakter var skadade.[7]